# Jones (Oklahoma)
Jones is een plaats (town) in de Amerikaanse staat Oklahoma, en valt bestuurlijk gezien onder Oklahoma County.

## Demografie
Bij de volkstelling in 2000 werd het aantal inwoners vastgesteld op 2517.
In 2006 is het aantal inwoners door het United States Census Bureau geschat op 2654, een stijging van 137 (5,4%).

## Geografie
Volgens het United States Census Bureau beslaat de plaats een oppervlakte van
35,4 km², geheel bestaande uit land. Jones ligt op ongeveer 340 m boven zeeniveau.

## Plaatsen in de nabije omgeving
De onderstaande figuur toont nabijgelegen plaatsen in een straal van 16 km rond Jones.